# 蒙内
蒙内（法語：Montner，法語發音：[mɔ̃ne] ⓘ）是法国东比利牛斯省的一个市镇，位于该省北部偏东，属于佩皮尼昂区。

## 地理
蒙内（42°44'56"N, 2°40'39"E）面积10.98 平方千米，位于法国奧克西塔尼大區东比利牛斯省，该省份为法国大陆部分最南部的省份，涵盖了北加泰罗尼亚，北起奥德省，西接阿列日省和安道尔，南与西班牙接壤，东临地中海。
与蒙内接壤的市镇（或旧市镇、城区）包括：埃斯塔热勒、卡尔斯、科尔内亚-拉里维耶尔、米亚斯、贝莱斯塔、拉图尔德法兰西、卡萨涅。

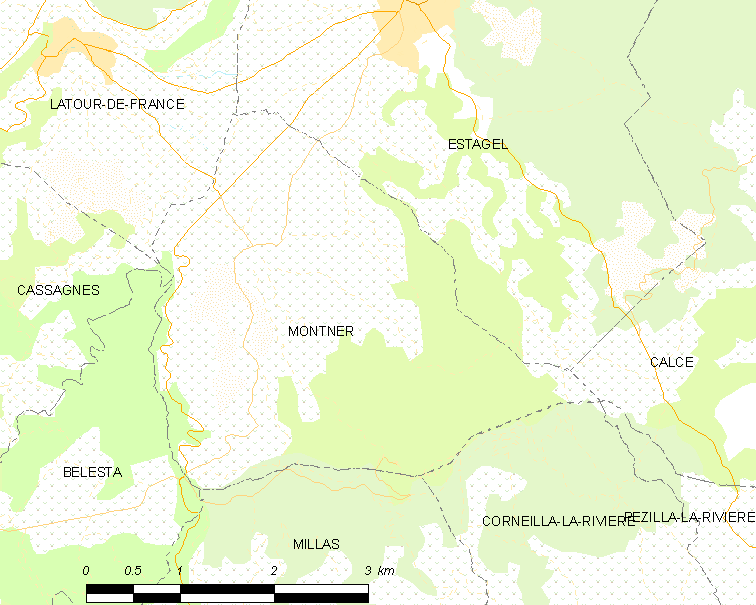
蒙内的OSM定位图

蒙内的时区为UTC+01:00、UTC+02:00（夏令时）。

## 行政
蒙内的邮政编码为66720，INSEE市镇编码为66118。

## 政治
蒙内所属的省级选区为阿格利河谷县。

## 人口

1962-2008年间蒙内人口变化图示

蒙内于2022年1月1日时的人口数量为328人。